# Atlas I
Atlas I – amerykańska 2,5-stopniowa rakieta nośna serii Atlas, pierwsza rakieta z tej serii wykorzystująca numeracyjny system nazewnictwa (poprzednio rakiety atlas wykorzystywały litery).
Sama rakieta bazuje na rakiecie Atlas G. W odróżnieniu od niej posiadała większą przestrzeń ładunkową, charakterystyczną dla rakiet Atlas II, Atlas III i Atlas V.

## Starty
1. 25 lipca 1990, 19:21 GMT; s/n AC-69; miejsce startu: Cape Canaveral Air Force Station (SLC-36B), USA
Ładunek: CRRES; Uwagi: start udany
2. 18 kwietnia 1991, 23:03 GMT; s/n AC-70; miejsce startu: Cape Canaveral Air Force Station (SLC-36B), USA
Ładunek: Yuri 3H; Uwagi: start nieudany
3. 14 marca 1992, 00:00 GMT; s/n AC-72; miejsce startu: Cape Canaveral Air Force Station (SLC-36B), USA
Ładunek: Galaxy 5; Uwagi: start udany
4. 22 sierpnia 1992, 22:40 GMT; s/n AC-71; miejsce startu: Cape Canaveral Air Force Station (SLC-36B), USA
Ładunek: Galaxy 1R; Uwagi: start nieudany
5. 25 marca 1993, 21:38 GMT; s/n AC-74; miejsce startu: Cape Canaveral Air Force Station (SLC-36B), USA
Ładunek: UHF F-1; Uwagi: start nieudany
6. 3 września 1993, 11:17 GMT; s/n AC-75; miejsce startu: Cape Canaveral Air Force Station (SLC-36B), USA
Ładunek: USA-95 (UHF F-2); Uwagi: start udany
7. 13 kwietnia 1994, 06:04 GMT; s/n AC-73; miejsce startu: Cape Canaveral Air Force Station (SLC-36B), USA
Ładunek: GOES 8; Uwagi: start udany
8. 24 czerwca 1994, 13:50 GMT; s/n AC-76; miejsce startu: Cape Canaveral Air Force Station (SLC-36B), USA
Ładunek: USA-104 (UHF F-3); Uwagi: start udany
9. 23 maja 1995, 05:52 GMT; s/n AC-77; miejsce startu: Cape Canaveral Air Force Station (SLC-36B), USA
Ładunek: GOES 9; Uwagi: start udany
10. 30 kwietnia 1996, 04:31 GMT; s/n AC-78; miejsce startu: Cape Canaveral Air Force Station (SLC-36B), USA
Ładunek: BeppoSAX; Uwagi: start udany
11. 25 kwietnia 1997, 05:49 GMT; s/n AC-79; miejsce startu: Cape Canaveral Air Force Station (SLC-36B), USA
Ładunek: GOES 10; Uwagi: start udany